# JC Ferrero Challenger Open 2021
Il JC Ferrero Challenger Open 2021 è stato un torneo maschile tennis professionistico. È stata la 4ª edizione del torneo, facente parte della categoria Challenger 80 nell'ambito dell'ATP Challenger Tour 2021, con un montepremi di 52 080 €. Si è svolto dall'11 al 17 ottobre 2021 sui campi in cemento della JC Ferrero Academy di Alicante, in Spagna.

## Partecipanti

### Teste di serie
| Nazionalità | Giocatore              | Ranking* | Testa di serie |
| ----------- | ---------------------- | -------- | -------------- |
| Spagna      | Feliciano López        | 108      | 1              |
| Spagna      | Fernando Verdasco      | 137      | 2              |
| Germania    | Oscar Otte             | 138      | 3              |
| Francia     | Quentin Halys          | 158      | 4              |
| Kazakistan  | Dmitrij Popko          | 165      | 5              |
| Polonia     | Kacper Żuk             | 172      | 6              |
| Spagna      | Mario Vilella Martínez | 173      | 7              |
| Portogallo  | João Sousa             | 182      | 8              |

* Ranking al 4 ottobre 2021.

### Altri partecipanti
I seguenti giocatori hanno ricevuto una wild card per il tabellone principale:
- Nicolás Álvarez Varona
- Feliciano López
- Emilio Nava

I seguenti giocatori sono entrati in tabellone come alternate:
- Lucas Miedler
- Nicolas Moreno de Alboran
- Vladyslav Orlov
- Miša Zverev

I seguenti giocatori sono passati dalle qualificazioni:
- Sriram Balaji
- Georgii Kravchenko
- Santiago Fa Rodríguez Taverna
- Denis Yevseyev

## Campioni

### Singolare
Constant Lestienne ha sconfitto in finale  Hugo Grenier con il punteggio di 6–4, 6–3.

### Doppio
Denys Molčanov /  David Vega Hernández hanno sconfitto in finale  Romain Arneodo /  Matt Reid con il punteggio di 6–4, 6–2.